# 蔡廷蘭進士第
蔡廷蘭進士第，是位於澎湖縣馬公市興仁里上村的四合院古宅第，於1988年公告為澎湖縣縣定古蹟。

## 歷史

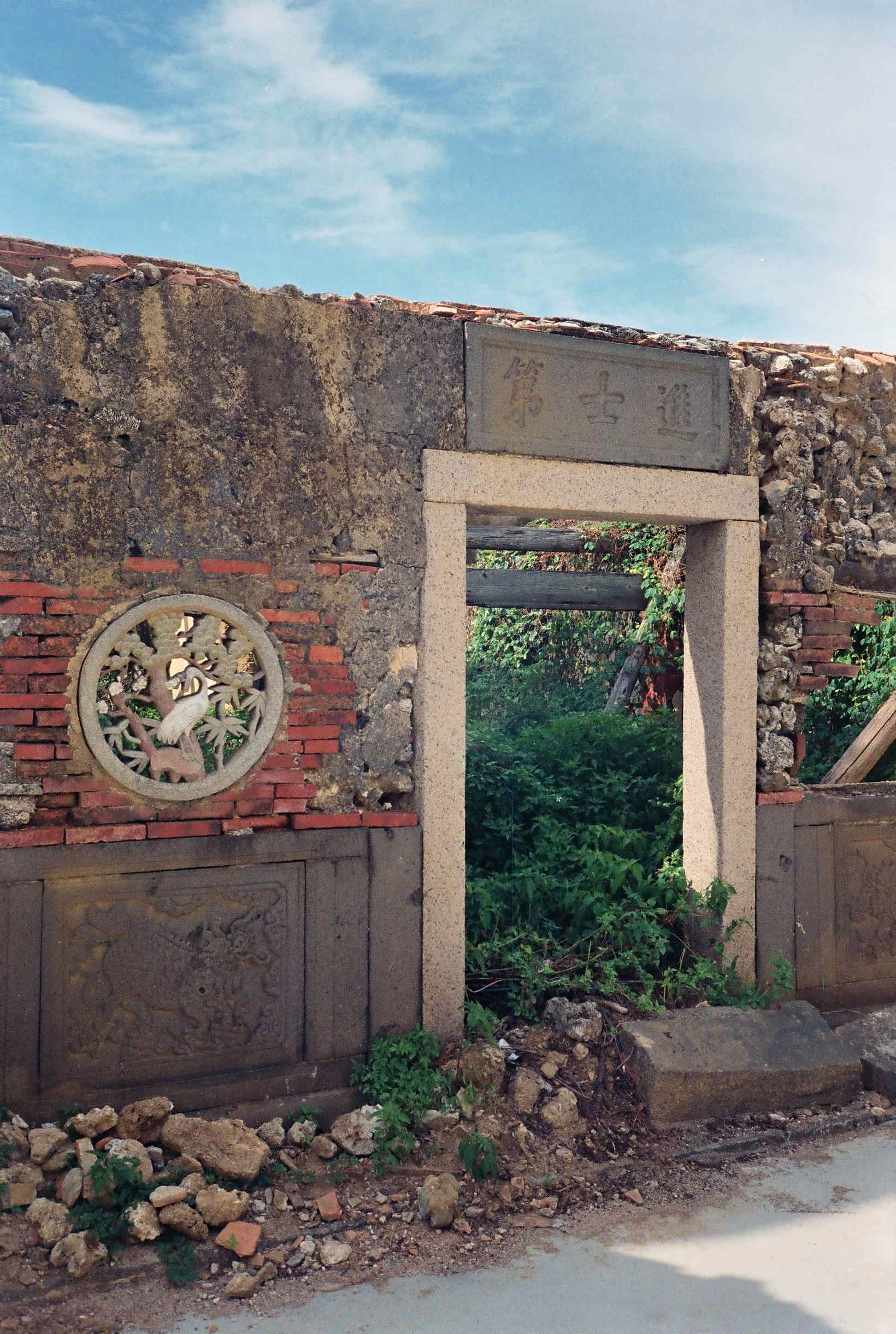
蔡廷蘭進士第（整修前）

蔡廷蘭進士第為澎湖唯一的進士蔡廷蘭與其家族的家宅，為其錄取進士之後所建，起初興建時，座落於在舊宅旁，類型上與澎湖一般民宅相同，僅在門楣及報廈屋面上正身採用燕尾作法，以及正廳門扇上之種種形式，表現出官宅的特殊性。
由於蔡氏子孫並未對建築大規模整修或改建，故整體結構至今大致上仍保存完整，因此澎湖縣政府於1985年公告其為古蹟，在此期間該宅乏人管理，只剩殘垣頽壁。2011年至2012年，澎湖縣政府進行修復工程，並於2013年12月11日起開放參觀。

## 建築設計
蔡廷蘭進士第佔地約168平方公尺，為四面有房中留天井的澎湖傳統式民宅。正立面中央門楣有玄武岩石匾一方，陰刻「進士第」三字。磚牆面的正中央各有圓形泥塑「松鶴圖」鏤窗，正廳門開6扇，中間門扇雕刻有「文章千古業、詩禮一家春」文字，固定在上額門楣的門印左右各刻有「閥」、「閱」，彰顯全澎唯一進士家族的地位，廂房為馬背硬山式作法。
另外，進士第的東側舊屋舍為蔡廷蘭出生地，門楣上有「瓊琚園林」字樣，表示蔡家是由金門瓊林移居此處的。屋內正廳有道光22年（1842）澎湖廳前後任通判玉庚及王廷幹聯名所贈匾額「鄉國善士」，嘉許蔡廷蘭對澎湖的貢獻。另有漂流越南之後被尊為「風塵萬里客、天地一詩人」的蔡廷蘭配劍及越南士兵番刀各一。

## 外部連結
- 進士第 - 澎湖知識服務平台 （页面存档备份，存于）
- 二崁陳宅 -  文化部iCulture-文化空間 （页面存档备份，存于）